# Benoît Soury
Benoit Soury, né le 30 octobre 1965 à Rouen, est un cadre d'entreprise et chef d'entreprise français. D'abord président du réseau de distribution de Distriborg, il devient directeur général de La Vie Claire en 2001, ainsi que président d'Apicil en 2016. Il occupe depuis avril 2018 le poste de directeur du marché bio chez Carrefour, et depuis juillet 2021, la direction de la proximité France.

## Biographie
Benoît Soury est né le 30 octobre 1965 à Rouen, mais grandit à Saintes. Son père, Michel Soury, est cadre chez la Coop Atlantique en Charentes; sa mère décède d'un cancer dans sa jeunesse.
Il étudie à Paris à l'ISG.
Il est marié à Sophie Pelletier, avec qui il a 4 garçons. Il a aussi 2 enfants d'un précédent mariage.

## Carrière

### Activité principale
Il crée en 1991 le Comptoir irlandais, un réseau de franchises qui distribue des produits irlandais. Après avoir vendu en 1994, il devient directeur de la division Distriborg.
En 2001, il rachète avec Régis Pelen La Vie Claire, distributeur français spécialisé dans l'alimentation biologique. Sous sa direction, l'entreprise connaît un développement important.
En mai 2018 il est nommé directeur du marché bio chez Carrefour, où il met en place l'initiative Act for Food, initiative visant à rendre l'alimentation des français écologique et responsable.
En juillet 2021, il devient directeur de la proximité France chez Carrefour.

### Activités annexes
Il est administrateur de l'Aderly, administrateur de la Banque Populaire Loire et Lyonnais, administrateur de l'Espace numérique entreprise, administrateur de la Société des aéroports de Lyon.
Il est élu vice-président de la Chambre de commerce et d'industrie de Lyon, et il est membre du MEDEF.
Il est aussi élu président du groupe APICIL en 2015, fonction qu'il occupe jusqu'en 2018.